# Куничник несправжньоочеретяний
Куничник несправжньоочеретяний (Calamagrostis pseudophragmites (Hall.f.) Koel.) — вид тонконогоцвітих рослин родини тонконогових.

## Поширення, екологія
Цей вид поширений від центральної і південної Європи до південно-західної Азії, Кавказу, Центральної Азії й Китаю. Росте на сирих трав'янистих схилах, гірських вологих луках, лісових галявинах і поблизу річок між 300—2500 м над рівнем моря.

## Морфологія
Чубата багаторічна рослина з повзучим кореневищем; стебла висотою 20–150 см, прямовисні, до деякої міри міцні, грубі. Листові пластини до 35 см завдовжки, шириною 2,5–10 мм. Волоть похила, від ланцетної до довгастої, 4–40 см. Колоски у волоті фіолетові. Квітує в червні й липні.